# 北达科他州行政区划

按人口密度繪製的北达科他州县份，颜色越深代表人口越密集

北达科他州有53个县。根據美国人口普查局於2023年的統計，北達科他州共有783,926人，位列全美倒數第四。平均每個縣共有14,791人，其中卡斯县人口最多，共有196,392人；而斯洛普县則僅有674人，為州內人口最少的縣。北達科他州的陸地面積共有68,976.5平方英里（178,648平方），平均每個縣的面積共有1,301.44平方英里（3,370.7平方），最大的是2,742平方英里（7,100平方）的麦肯齐县，最小的是632平方英里（1,640平方）的埃迪县。
達科他領地於1861年3月2日從明尼蘇達州建州後剩餘的未合併土地及內布拉斯加領地部份領土中成立。愛達荷領地、懷俄明領地先後從達科他領地分拆，達科他領地於1868年縮小至如今兩個達科他的州界。1889年2月22日，達科他領地被一分為二，並於同年11月2日一同加入美國，成為北達科他州及南達科他州。達科他領地的北部於1867年及1871年成立彭比納縣和水牛縣，當時兩縣佔有如今北達科他州大半的土地。其後兩縣於1873年被劃分為十數個新縣，領地內剩餘的領土亦被分成不同的新縣。面積較大的縣於1880年代間進一步拆分，至1889年北達科他州加入美國時，州內便已有53個縣。建州後州內的縣份數量先降後升，1896年一度下降至39個，於1914年回升至52個。隨著1916年11月7日格蘭特縣從莫頓縣建立後，州內的縣份數量便維持在53個。
北达科他州的縮寫為ND，而該州的FIPS代碼是38，与县代码结合使用时写成38XXX。以下列表包含各個縣的名稱、面積、人口、縣名來源、FIPS代碼及其在北达科他州的位置。联邦资料处理标准代码（简称代码），该代码是联邦政府用来区分各州和各县的唯一识别码。所有的代码将链接至该县最近的一次人口普查数据。

## 县份列表
| 县           | FIPS代码 | 縣治       | 建立日期      | 拆分自                                  | 名稱來源 | 人口    | 面积                            | 地图                         |
| ------------ | -------- | ---------- | ------------- | --------------------------------------- | --- | ------- | ------------------------------- | ---------------------------- |
| 亞當斯縣     | 001      | 黑廷格     | 1907年4月17日 | 赫廷傑縣                                | 约翰·昆西·亚当斯 （1848－1919），铁路代理人，前总统之同名堂弟，因促使密尔沃基铁路穿越北达科他州而知名                  | 2,163   | 988平方英里 （2,559平方公里）   | 標示出亞當斯縣位置的地圖     |
| 巴恩斯縣     | 003      | 谷市       | 1875年1月14日 | 彭比納縣                                | 艾倫森·H·巴恩斯 （1818－1890），達科他領地法官                                                                         | 10,726  | 1,492平方英里 （3,864平方公里） | 標示出巴恩斯縣位置的地圖     |
| 本森縣       | 005      | 明尼沃肯   | 1883年3月9日  | 迪斯梅特縣                              | 伯蒂爾·威廉·本森 （1843－1923），達科他領地立法委員                                                                    | 5,745   | 1,389平方英里 （3,597平方公里） | 標示出本森縣位置的地圖       |
| 比靈斯縣     | 007      | 梅多拉     | 1879年2月10日 | 霍華德縣 非建制領土                     | 弗雷德里克·H·比靈斯 （1823－1890），北太平洋鐵路總裁                                                                   | 1,034   | 1,152平方英里 （2,984平方公里） | 標示出比靈斯縣位置的地圖     |
| 博蒂諾縣     | 009      | 波特诺     | 1873年1月4日  | 水牛縣                                  | 皮爾·博特諾 （1817－1895），明尼蘇達州及北達科他州拓荒者                                                               | 6,349   | 1,669平方英里 （4,323平方公里） | 標示出博蒂諾縣位置的地圖     |
| 鮑曼縣       | 011      | 鲍曼       | 1883年3月8日  | 比靈斯縣                                | 愛德華·M·鮑曼，達科他領地立法委員                                                                                      | 2,867   | 1,162平方英里 （3,010平方公里） | 標示出鮑曼縣位置的地圖       |
| 伯克縣       | 013      | 鲍贝尔斯   | 1910年7月12日 | 沃德縣                                  | 約翰·伯克 （1859－1937），第十任北達科他州州長 （1907－1913）                                                          | 2,134   | 1,104平方英里 （2,859平方公里） | 標示出伯克縣位置的地圖       |
| 伯利縣       | 015      | 俾斯麦     | 1873年1月4日  | 水牛縣                                  | 沃爾特·艾特伍德·伯利 （1820－1896），代表達科他領地的參議員                                                            | 100,012 | 1,633平方英里 （4,229平方公里） | 標示出伯利縣位置的地圖       |
| 卡斯縣       | 017      | 法戈       | 1873年1月4日  | 彭比納縣                                | 喬治·華盛頓·卡斯 （1810－1888），北太平洋鐵路總裁                                                                      | 196,362 | 1,766平方英里 （4,574平方公里） | 標示出卡斯縣位置的地圖       |
| 卡弗利爾縣   | 019      | 兰登       | 1873年1月4日  | 彭比納縣                                | 夏爾·卡弗利爾 （1818－1902），來自法國的獸皮交易商人及當地的拓荒者                                                     | 3,596   | 1,489平方英里 （3,856平方公里） | 標示出卡弗利爾縣位置的地圖   |
| 迪基縣       | 021      | 埃伦代尔   | 1881年3月5日  | 麥克弗森縣 兰森姆县 非建制領土          | 喬治·H·迪基 （1858－1923），達科他領地立法委員                                                                         | 4,900   | 1,131平方英里 （2,929平方公里） | 標示出迪基縣位置的地圖       |
| 迪瓦德縣     | 023      | 克罗斯比   | 1910年11月8日 | 威廉斯縣                                | 因本縣拆分自威廉斯縣而得名                                                                                             | 2,135   | 1,259平方英里 （3,261平方公里） | 標示出迪瓦德縣位置的地圖     |
| 鄧恩縣       | 025      | 曼宁       | 1883年3月9日  | 霍華德縣                                | 約翰·派亞特·鄧恩 （1839－1917），活躍於俾斯麥的民間領袖，因開創城內首家藥店而知名                                      | 4,019   | 2,010平方英里 （5,206平方公里） | 標示出鄧恩縣位置的地圖       |
| 埃迪縣       | 027      | 新罗克福德 | 1885年3月31日 | 福斯特縣                                | 以斯拉·B·艾迪 （1830－1885），來自法戈的銀行家及城內首富，於縣政府成立前一個月過世                                     | 2,263   | 632平方英里 （1,637平方公里）   | 標示出埃迪縣位置的地圖       |
| 埃蒙斯縣     | 029      | 林顿       | 1879年2月10日 | 伯利縣 坎貝爾縣 非建制領土              | 詹姆斯·埃蒙斯 （1845－1919），商人、企業家，因於俾斯麥經營密苏里河第一艘蒸汽船而知名                                   | 3,224   | 1,510平方英里 （3,911平方公里） | 標示出埃蒙斯縣位置的地圖     |
| 福斯特縣     | 031      | 卡林顿     | 1873年1月4日  | 彭比納縣                                | 達科他領地時期政治人物詹姆斯·S·福斯特 （1828－1890）及喬治·I·福斯特 （1837－1912）兄弟中其中一人                       | 3,309   | 635平方英里 （1,645平方公里）   | 標示出福斯特縣位置的地圖     |
| 戈爾登瓦利縣 | 033      | 海滩       | 1912年9月19日 | 比靈斯縣                                | 縣名來源說法不一，可能是用以吸引拓荒者或得名自當地地主「黃金谷地及牧牛公司」（Golden Valley Land and Cattle Company）  | 1,743   | 1,002平方英里 （2,595平方公里） | 標示出戈爾登瓦利縣位置的地圖 |
| 大福克斯縣   | 035      | 大福克斯   | 1873年1月4日  | 彭比納縣                                | 得名自此縣縣治大福克斯，而縣治則因其位處北紅河及紅湖河之交界而得名                                                     | 72,708  | 1,438平方英里 （3,724平方公里） | 標示出大福克斯縣位置的地圖   |
| 格蘭特縣     | 037      | 卡森       | 1916年11月7日 | 莫頓縣                                  | 尤利西斯·辛普森·格兰特 （1822－1885），南北戰爭上將及美国第十八任总统 （1869－1877）                                   | 2,215   | 1,660平方英里 （4,299平方公里） | 標示出格蘭特縣位置的地圖     |
| 格里格斯縣   | 039      | 古柏镇     | 1881年2月18日 | 巴恩斯縣 福斯特縣 特雷爾縣              | 亞歷山大·格里格斯，蒸汽船船長及大福克斯創立者                                                                          | 2,248   | 708平方英里 （1,834平方公里）   | 標示出格里格斯縣位置的地圖   |
| 赫廷傑縣     | 041      | 莫特       | 1883年3月9日  | 斯塔克                                  | 馬賽厄斯·K·赫廷傑 （1810－1890），北達科他議會議長伊拉斯塔斯·阿普爾曼·威廉斯的岳父                                     | 2,477   | 1,132平方英里 （2,932平方公里） | 標示出赫廷傑縣位置的地圖     |
| 基德縣       | 043      | 斯蒂尔     | 1873年1月4日  | 水牛縣                                  | 傑佛遜·帕里什·基德 （1815－1883），代表達科他領地的參議員 （1875－1879）                                               | 2,342   | 1,352平方英里 （3,502平方公里） | 標示出基德縣位置的地圖       |
| 拉穆爾縣     | 045      | 拉穆尔     | 1873年1月4日  | 彭比納縣                                | 賈德森·帕里什·拉穆爾 （1839－1918），達科他領地及北達科他州立法委員                                                    | 4,096   | 1,147平方英里 （2,971平方公里） | 標示出拉穆爾縣位置的地圖     |
| 洛根縣       | 047      | 拿破仑     | 1873年1月4日  | 水牛縣                                  | 約翰·亞歷山大·洛根 （1826－1886），南北戰爭上將及來自伊利諾伊州的美国参议院議員                                        | 1,869   | 993平方英里 （2,572平方公里）   | 標示出洛根縣位置的地圖       |
| 麥克亨利縣   | 049      | 陶纳       | 1873年1月4日  | 水牛縣                                  | 詹姆斯·麥克亨利，當地早期定居者                                                                                        | 5,131   | 1,874平方英里 （4,854平方公里） | 標示出麥克亨利縣位置的地圖   |
| 麥金托什縣   | 051      | 阿什利     | 1883年3月9日  | 坎貝爾縣 洛根縣 麥克弗森縣 非建制領土   | 愛德華·H·麥金托什 （1822－1901），代表達科他領地的參議員                                                               | 2,488   | 975平方英里 （2,525平方公里）   | 標示出麥金托什縣位置的地圖   |
| 麥肯齊縣     | 053      | 沃特福德市 | 1883年3月9日  | 霍華德縣                                | 亞歷山大·約翰·麥肯齊 （1851－1922），州內的共和黨政治人物，因其政治機器作風而知名                                      | 14,252  | 2,742平方英里 （7,102平方公里） | 標示出麥肯齊縣位置的地圖     |
| 麥克萊恩縣   | 055      | 沃什伯恩   | 1883年3月8日  | 坎貝爾縣 謝里敦縣 麥克弗森縣            | 約翰·A·麥克萊恩 （1849－1916），俾斯麥首任市長                                                                         | 9,832   | 2,110平方英里 （5,465平方公里） | 標示出麥克萊恩縣位置的地圖   |
| 默瑟縣       | 057      | 斯坦顿     | 1875年1月14日 | 非建制領土                              | 威廉·亨利·哈里森·默瑟 （1844－1901），早期定居者                                                                       | 8,309   | 1,045平方英里 （2,707平方公里） | 標示出默瑟縣位置的地圖       |
| 莫頓縣       | 059      | 曼丹       | 1873年1月8日  | 非建制領土                              | 奧利弗·哈澤德·佩里·斯羅克·莫頓 （1823－1877），印第安纳州州长 （1861－1867）                                           | 33,895  | 1,926平方英里 （4,988平方公里） | 標示出莫頓縣位置的地圖       |
| 芒特雷爾縣   | 061      | 斯坦利     | 1873年1月8日  | 非建制領土                              | 約瑟夫·芒特雷爾，梅蒂斯族旅行家、早期探險家                                                                            | 9,383   | 1,824平方英里 （4,724平方公里） | 標示出芒特雷爾縣位置的地圖   |
| 納爾遜縣     | 063      | 拉科塔     | 1883年3月2日  | 福斯特縣 大福克斯縣 拉姆西縣 非建制領土 | 納爾遜·E·納爾遜 （1830－1913），達科他領地立法委員                                                                     | 2,991   | 982平方英里 （2,543平方公里）   | 標示出納爾遜縣位置的地圖     |
| 奧利弗縣     | 065      | 中心       | 1885年4月14日 | 默瑟縣                                  | 哈里·S·奧利弗 （1855－1909），達科他領地立法委員                                                                       | 1,879   | 724平方英里 （1,875平方公里）   | 標示出奧利弗縣位置的地圖     |
| 彭比納縣     | 067      | 卡瓦莱尔   | 1867年1月9日  | 非建制領土                              | 縣名來源說法不一，可能是「小紅莓」（當地常見的植物）的奥吉布瓦语或「相逢之地」的奧吉布瓦語                             | 6,661   | 1,119平方英里 （2,898平方公里） | 標示出彭比納縣位置的地圖     |
| 皮爾斯縣     | 069      | 拉格比     | 1887年3月11日 | 博蒂諾縣 麥克亨利縣 羅利特縣 迪斯梅特縣 | 吉爾伯特·阿什維爾·皮爾斯 （1839－1901）, 達科他領地總督 （1884－1886）及代表北達科他州的參議員 （1889－1891）          | 3,902   | 1,018平方英里 （2,637平方公里） | 標示出皮爾斯縣位置的地圖     |
| 拉姆西縣     | 071      | 魔鬼湖     | 1873年1月4日  | 彭比納縣                                | 亚历山大·拉姆西 （1815－1903），第二任明尼苏逹州州长 （1860－1863）及代表明尼蘇達州的參議員 （1863－1875）             | 11,463  | 1,186平方英里 （3,072平方公里） | 標示出拉姆西縣位置的地圖     |
| 蘭森姆縣     | 073      | 里斯本     | 1873年1月4日  | 彭比納縣                                | 位於當地的城市蘭瑟姆堡，該城市得名自於南北戰爭陣亡的托馬斯·埃德溫·格林菲爾德·蘭瑟姆上將 （1834－1864）                 | 5,603   | 863平方英里 （2,235平方公里）   | 標示出蘭森姆縣位置的地圖     |
| 倫維爾縣     | 075      | 莫霍尔     | 1873年1月4日  | 水牛縣                                  | 约瑟夫·伦维尔 （1779－1846），美国早期踏足路易斯安那购地的探险家                                                       | 2,279   | 875平方英里 （2,266平方公里）   | 標示出倫維爾縣位置的地圖     |
| 里奇蘭縣     | 077      | 沃珀顿     | 1873年1月4日  | 彭比納縣                                | 摩根·T·里奇 （1832－1898），當地早期定居者                                                                             | 16,558  | 1,437平方英里 （3,722平方公里） | 標示出里奇蘭縣位置的地圖     |
| 羅利特縣     | 079      | 罗拉       | 1873年1月4日  | 水牛縣                                  | 小約瑟夫·羅利特 （1820－1871），獸皮交易商、達科他領地早期政治人物                                                     | 11,728  | 902平方英里 （2,336平方公里）   | 標示出羅利特縣位置的地圖     |
| 薩金特縣     | 081      | 福尔曼     | 1883年4月9日  | 兰森姆县 非建制領土                     | 霍默·E·薩金特，北太平洋鐵路總經理                                                                                      | 3,776   | 859平方英里 （2,225平方公里）   | 標示出薩金特縣位置的地圖     |
| 謝里登縣     | 083      | 麦克拉斯基 | 1873年1月4日  | 水牛縣                                  | 菲利普·亨利·謝爾登 （1831－1888），南北战争上將                                                                        | 1,266   | 972平方英里 （2,517平方公里）   | 標示出謝里登縣位置的地圖     |
| 蘇縣         | 085      | 耶茨堡     | 1914年9月3日  | 非建制領土                              | 苏族，美國原住民的一支                                                                                                 | 3,643   | 1,094平方英里 （2,833平方公里） | 標示出蘇縣位置的地圖         |
| 斯洛普縣     | 087      | 阿米登     | 1914年11月3日 | 比靈斯縣                                | 位於縣內的密蘇里高原（Missouri Slope）                                                                                 | 674     | 1,218平方英里 （3,155平方公里） | 標示出斯洛普縣位置的地圖     |
| 斯塔克縣     | 089      | 迪金森     | 1879年2月10日 | 霍華德縣 威廉斯縣 非建制領土            | 喬治·斯塔克，北太平洋鐵路副總裁                                                                                        | 33,001  | 1,338平方英里 （3,465平方公里） | 標示出斯塔克縣位置的地圖     |
| 斯蒂爾縣     | 091      | 芬利       | 1883年6月2日  | 格里格斯縣 特雷爾縣                     | 愛德華·H·斯蒂爾 （1846－1899），紅河土地公司（Red River Land Company）書記及財務總監，因該公司直接參與此縣的建設而得名 | 1,782   | 712平方英里 （1,844平方公里）   | 標示出斯蒂爾縣位置的地圖     |
| 斯塔茨門縣   | 093      | 詹姆斯敦   | 1873年1月4日  | 水牛縣 彭比納縣                         | 埃諾斯·斯塔茨門 （1826－1874），達科他領地立法委員                                                                     | 21,392  | 2,222平方英里 （5,755平方公里） | 標示出斯塔茨門縣位置的地圖   |
| 陶納縣       | 095      | 坎多       | 1883年3月8日  | 卡弗利爾縣 羅利特縣                     | 奧斯卡·M·陶納 （1842－1897），達科他領地立法委員                                                                       | 2,030   | 1,025平方英里 （2,655平方公里） | 標示出陶納縣位置的地圖       |
| 特雷爾縣     | 097      | 希尔斯伯勒 | 1875年1月12日 | 伯班克縣                                | 沃爾特·約翰·斯特里克蘭·特雷爾 （1847－1933），當地早期定居者                                                           | 7,908   | 862平方英里 （2,233平方公里）   | 標示出特雷爾縣位置的地圖     |
| 沃爾什縣     | 099      | 格拉夫顿   | 1881年5月2日  | 大福克斯縣 彭比納縣                     | 喬治·H·沃爾什 （1845－1913）, 早期定居者、報章出版商、北达科他大学創校人                                               | 10,305  | 1,282平方英里 （3,320平方公里） | 標示出沃爾什縣位置的地圖     |
| 沃德縣       | 101      | 邁諾特     | 1888年4月14日 | 倫維爾縣 史蒂文斯縣 溫縣                | 馬克·沃德 （1844－1902），達科他領地立法委員                                                                           | 68,332  | 2,013平方英里 （5,214平方公里） | 標示出沃德縣位置的地圖       |
| 韋爾斯縣     | 103      | 费森登     | 1881年2月26日 | 水牛縣                                  | 愛德華·佩森·韋爾斯 （1847－1936），達科他領地立法委員                                                                  | 4,207   | 1,271平方英里 （3,292平方公里） | 標示出韋爾斯縣位置的地圖     |
| 威廉斯縣     | 105      | 威利斯顿   | 1891年3月2日  | 布福德縣 弗蘭納里縣                     | 伊拉斯塔斯·阿普爾曼·威廉斯 （1850－1930），達科他領地立法委員、北達科他議會議長                                        | 39,113  | 2,071平方英里 （5,364平方公里） | 標示出威廉斯縣位置的地圖     |

## 曾經存在的縣

### 消失的縣
| 縣名                            | 建立時間       | 消失時間       | 簡介 |
| ------------------------------- | -------------- | -------------- | --- |
| 奧爾雷德縣 （Allred County）    | 1883年3月9日   | 1905年3月16日  | 1883年從霍華德縣分拆，1885年部份土地割予華萊士縣，1896年併入比靈斯縣後又於1901年重建，最終於1905年併入麥肯齊縣。                                                                         |
| 比德爾縣 （Beadle County）      | 1873年1月8日   | 1879年10月1日  | 1873年從漢森縣分拆，小部份領土橫跨現時的北達科他州。1879年布朗縣建立後消失，一部份恢復為非建制領土。現存的比德爾縣位於南達科他州。                                                       |
| 博爾曼縣 （Boreman County）     | 1873年1月8日   | 1889年11月2日  | 1873年從非建制領土分拆，部份領土橫跨現時的北達科他州。其位於北達科他州的部份於1889年建州後成為非建制領土，1914年成立蘇縣；位於南達科他州的部份則於1909年科森縣建立後消失。               |
| 布朗縣 （Brown County）         | 1879年10月1日  | 1881年3月5日   | 1873年從漢森縣分拆，小部份領土橫跨現時的北達科他州。其位於北達科他州的部份於1881年成為非建制領土，同日建立迪基縣。                                                                       |
| 水牛縣 （Buffalo County）       | 1864年1月6日   | 1873年1月8日   | 1864年從非建制領土分拆，領土橫跨現時的北達科他州。1873年其位於北達科他州的部份劃分為14個新縣後，其領土便不再覆蓋北達科他州。                                                             |
| 布福德縣 （Buford County）      | 1883年3月9日   | 1891年3月2日   | 1883年從沃利特縣分拆，1891年與弗蘭納里縣合併為威廉斯縣。 |
| 坎貝爾縣 （Campbell County）    | 1873年1月8日   | 1879年10月1日  | 1873年從水牛縣分拆，領土橫跨現時的北達科他州。1879年埃蒙斯縣建立後其領土便不再覆蓋北達科他州。                                                                                           |
| 契皮瓦縣 （Chippewa County）    | 1862年4月24日  | 1863年12月17日 | 達科他領地計劃從非建制領土建立的縣，但該法案於翌年被議會廢除。 |
| 徹奇縣 （Church County）        | 1887年3月11日  | 1892年11月8日  | 1887年從麥克亨利縣及謝里登縣分拆，1892年被麥克亨利縣、麥克萊恩縣、皮爾斯縣瓜分。 |
| 迪斯梅特縣 （De Smet County）   | 1873年1月4日   | 1887年3月11日  | 原名弗倫奇縣（French County），1873年從水牛縣分拆，部份領土先後於1883年和1885年兩度割予新成立的本森縣，1887年皮爾斯縣建立後消失。                                                        |
| 杜爾縣 （Deuel County）         | 1871年1月13日  | 1873年1月8日   | 1862年從非建制領土分拆，1871年曾擴張至現時的北達科他州。1873年其所有於北達科他州的部份成立「沃珀頓及錫塞頓印第安保留地」（Wahpeton and Sisseton Indian Reserve，為非建制領土的一部份）。 |
| 尤因縣 （Ewing County）         | 1883年3月8日   | 1889年11月2日  | 1883年從哈定縣分拆，小部份領土橫跨現時的北達科他州。其位於北達科他州的部份於1889年建州後併入鮑曼縣；位於南達科他州的部份1894年重新併入哈定縣。                                           |
| 弗蘭納里縣 （Flannery County）  | 1883年3月9日   | 1891年3月2日   | 1883年從沃利特縣分拆，1891年與布福德縣合併為威廉斯縣。 |
| 加菲爾德縣 （Garfield County）  | 1885年3月13日  | 1892年11月8日  | 1887年從芒特雷爾縣及史蒂文斯分拆，1892年被麥克萊恩縣及沃德縣瓜分。 |
| 漢森縣 （Hanson County）        | 1871年1月13日  | 1873年1月8日   | 1871年從水牛縣及杜爾縣分拆，1873年比德爾縣建立後其領土便不再覆蓋北達科他州。 |
| 哈定縣 （Harding County）       | 1881年3月5日   | 1883年3月8日   | 1881年從非建制領土分拆，領土橫跨現時的北達科他州。1883年尤因縣建立後，其領土便不再覆蓋北達科他州。                                                                                       |
| 霍華德縣 （Howard County）      | 1873年1月8日   | 1883年3月9日   | 1873年從非建制領土分拆，1883年被奧爾雷德縣、鄧恩縣、麥肯齊縣、華萊士縣瓜分。 |
| 基特遜縣 （Kittson County）     | 1862年4月24日  | 1863年12月17日 | 達科他領地計劃從非建制領土建立的縣，但該法案於翌年被議會廢除。 |
| 馬凱托縣 （Mahkahto County）    | 1849年10月27日 | 1851年5月1日   | 此縣為明尼蘇達領地最初成立的縣，而該領地和該縣涵蓋現時的北達科他州。該縣於1851年併入彭比納縣（並非現存於州內的彭比納縣）。                                                               |
| 馬丁縣 （Martin County）        | 1881年3月9日   | 1889年11月2日  | 1881年從非建制領土分拆，其位於北達科他州的部份於1889年建州後併入赫廷傑縣；位於南達科他州的部份則於1898年併入布尤特縣。                                                                   |
| 麥克弗森縣 （McPherson County） | 1873年1月8日   | 1883年3月9日   | 1873年從水牛縣分拆，1883年麥金托什縣建立後其領土便不再覆蓋北達科他州。 |
| 羅伯茨縣 （Roberts County）     | 1883年3月8日   | 1885年3月9日   | 1883年從南達科他州的格蘭特縣分拆，1885年其位於北達科他州的部份被割予里奇蘭縣。 |
| 施納斯縣 （Schnasse County）    | 1883年3月9日   | 1889年11月2日  | 1883年從博爾曼縣及非建制領土分拆，小部份領土橫跨現時的北達科他州。其位於北達科他州的部份於1889年建州後成為非建制領土，1914年成立蘇縣；位於南達科他州的部份則於1911年齊巴赫縣建立後消失。 |
| 夏延縣 （Sheyenne County）      | 1862年4月24日  | 1863年12月17日 | 達科他領地計劃從非建制領土建立的縣，但該法案於翌年被議會廢除。 |
| 史蒂文斯縣 （Stevens County）   | 1862年4月24日  | 1863年12月17日 | 達科他領地計劃從非建制領土建立的縣，但該法案於翌年被議會廢除。後來達科他領地於1873年建立另一個史蒂文斯縣。                                                                               |
| 史蒂文斯縣 （Stevens County）   | 1873年1月4日   | 1892年11月8日  | 1873年從水牛縣分拆，部份領土先於1883年割予麥克萊恩縣，後於1885年割予加菲爾德縣、麥克萊恩縣、沃德縣。1892年被麥克萊恩縣和沃德縣瓜分。                                                     |
| 斯通縣 （Stone County）         | 1873年1月8日   | 1879年10月1日  | 1873年從漢森縣分拆，小部份領土橫跨現時的北達科他州。1879年因戴縣建立而消失；其位於北達科他州的部份恢復為非建制領土，1873年成立。里奇蘭縣                                                 |
| 維拉德縣 （Villard County）     | 1883年3月8日   | 1887年3月13日  | 1883年從比靈斯縣分拆，1887年被比靈斯縣和斯塔克縣瓜分。 |
| 瓦格納縣 （Wagner County）      | 1883年3月9日   | 1889年11月2日  | 1883年從馬丁縣分拆，小部份領土橫跨現時的北達科他州。其位於北達科他州的部份於1889年建州後併入赫廷傑縣；位於南達科他州的部份則於1898年併入布尤特縣。                                       |
| 瓦納塔縣 （Wahnahta County）    | 1849年10月27日 | 1851年5月1日   | 此縣為明尼蘇達領地最初成立的縣，而該領地和該縣涵蓋現時的北達科他州。該縣於1851年併入彭比納縣（並非現存於州內的彭比納縣）。                                                               |
| 華萊士縣 （Wallace County）     | 1883年3月9日   | 1905年3月16日  | 1883年從霍華德縣分拆，1896年被比靈斯縣和斯塔克縣瓜分後又於1901年重建，最終於1905年併入麥肯齊縣。                                                                                         |
| 沃利特縣 （Wallette County）    | 1873年1月4日   | 1883年3月9日   | 1873年從水牛縣分拆，1883年被布福德縣和弗蘭納里縣瓜分。 |
| 溫縣 （Wynn County）            | 1883年3月8日   | 1887年3月11日  | 1883年從博蒂諾縣和倫維爾縣分拆，1887年被博蒂諾縣、麥克亨利縣、倫維爾縣、沃德縣瓜分。 |

### 更名的縣
| 縣名                          | 建立時間     | 更名時間      | 更名為     |
| ----------------------------- | ------------ | ------------- | ---------- |
| 伯班克縣 （Burbank County）   | 1873年1月4日 | 1875年1月14日 | 巴恩斯縣   |
| 弗倫奇縣 （French County）    | 1873年1月4日 | 1875年1月14日 | 迪斯梅特縣 |
| 金格拉斯縣 （Gingras County） | 1873年1月4日 | 1881年2月26日 | 韋爾斯縣   |